# Mantidactylus aerumnalis
Mantidactylus aerumnalis är en groddjursart som först beskrevs av Mario Giacinto Peracca 1893.  Mantidactylus aerumnalis ingår i släktet Mantidactylus och familjen Mantellidae. IUCN kategoriserar arten globalt som livskraftig. Inga underarter finns listade i Catalogue of Life.